# جورج أتكينسون (لاعب كرة قدم)
جورج أتكينسون (بالإنجليزية: George Atkinson)‏ (ولد في المملكة المتحدة - )، لاعب كرة قدم بريطاني في مركز الهجوم. لعب مع نادي بيرنلي.